# Оцеларжи (Тржинець)
ХК «Оцеларжи» (чеськ. HC Oceláři Třinec) — хокейний клуб з м. Тржинець, Чехія. Заснований у 1929 році. Виступає у чемпіонаті Чеської екстраліги.
Домашні ігри команда проводить на Вект Арені (5400). Офіційні кольори клубу червоний і білий.

## Колишні назви
- СК Железарний Тржинець (1929 – 1950)
- ТЖ ВРСР Тржинець (1950 – 1988)
- ТЖ Тржинець (1988 – 1994)
- ХК Железарний Тржинець (1994 – 1999)
- ХК Оцеларжи Тржинець (з 1999)

## Історія
Клуб заснований в 1929 році. За часів Чехословаччини виступав у нижчих лігах та досить часто змінював назви.
У вересні 1995 клуб дебютує в Чеській екстралізі. Досить швидко клуб став одним із лідерів, а в 2011, 2019 та 2021 здобув золоті нагороди чемпіонату.

## Домашня арена
Перший стадіон команда отримала ще в 1967 році.
У 1979 був збудований над ареною дах, а 2014 відкрито сучасний стадіон відповідно до вимог ІІХФ та Чеської екстраліги.

## Досягнення
Чеська екстраліга
- Чемпіон (6): 2011, 2019, 2021, 2022, 2023, 2024
- Срібний призер (3): 1998, 2015, 2018
- Бронзовий призер (1):  1999

## Відомі гравці
- Алоїс Гадамчик
- Ладіслав Лубіна
- Мартін Гавлат
- Міхал Розсівал
- Давід Крейчі
- Мартін Ружичка
- Петр Врана
- Владімір Дравецький
- Ян Марек
- Владімір Свачина
- Петер Гамерлик
- Ладислав Кон
- Гунтіс Галвіньш
- Роман Чехманек